# Serie B 2015-2016 (hockey su pista)
La Serie B 2015-2016 è stato il torneo di terzo livello del campionato italiano di hockey su pista per la stagione 2015-2016.
Al termine del campionato sono stati promossi in Serie A2 il Molfetta 2012 e il La Mela.

## Prima fase

### Girone A

#### Squadre partecipanti
| Club                 | Città                    | Impianto                                 | Stagione precedente                                       |
| -------------------- | ------------------------ | ---------------------------------------- | --------------------------------------------------------- |
| Agrate Brianza       | Agrate Brianza (MB)      | Centro Sportivo Santa Caterina           | 6º in Serie B girone A                                    |
| Amatori Lodi (B)     | Lodi                     | PalaCastellotti                          | 3º in Serie B girone A                                    |
| Amatori Vercelli (B) | Vercelli                 | PalaPregnolato                           | n.d.                                                      |
| Azzurra Novara       | Novara                   | Palasport Dal Lago                       | 2º in Serie B girone A, eliminato agli spareggi nazionali |
| Correggio (B)        | Correggio (RE)           | Palasport Dorando Pietri                 | 4º in Serie B girone B                                    |
| Cremona (B)          | Pieve San Giacomo (CR)   | Palestra comunale di San Daniele Po (CR) | n.d.                                                      |
| HRC Monza (B)        | Monza                    | PalaRovagnati di Biassono (MB)           | 7º in Serie B girone A                                    |
| La Mela              | Castelnuovo Rangone (MO) | Palaroller                               | 2º in Serie B girone B, eliminato agli spareggi nazionali |
| Pico Mirandola       | Mirandola (MO)           | Palazzetto dello sport                   | 3º in Serie B girone B                                    |
| Roller Lodi          | Lodi                     | PalaCastellotti                          | 1º in Serie B girone A, 7º alle final eight               |
| Roller Scandiano (B) | Scandiano (RE)           | PalaRegnani                              | n.d.                                                      |
| Seregno 2012         | Seregno (MB)             | PalaSomaschini                           | 4º in Serie B girone A                                    |

#### Classifica finale
|  | Pos. | Squadra              | Pt | G  | V  | N | P  | GF  | GS  | DR   |
|  | ---- | -------------------- | -- | -- | -- | - | -- | --- | --- | ---- |
|  | 1.   | Roller Lodi          | 62 | 22 | 20 | 2 | 0  | 177 | 51  | +126 |
|  | 2.   | La Mela              | 59 | 22 | 19 | 2 | 1  | 210 | 52  | +158 |
|  | 3.   | Azzurra Novara       | 47 | 22 | 15 | 2 | 5  | 206 | 95  | +111 |
|  | 4.   | Seregno 2012         | 43 | 22 | 13 | 4 | 5  | 115 | 78  | +37  |
|  | 5.   | Pico Mirandola       | 38 | 22 | 12 | 2 | 8  | 128 | 83  | +45  |
|  | 6.   | Amatori Lodi (B)     | 36 | 22 | 11 | 3 | 8  | 84  | 89  | -5   |
|  | 7.   | Correggio (B)        | 27 | 22 | 8  | 3 | 11 | 95  | 132 | -37  |
|  | 8.   | Roller Scandiano (B) | 25 | 22 | 8  | 1 | 13 | 72  | 155 | -83  |
|  | 9.   | Agrate Brianza       | 22 | 22 | 6  | 4 | 12 | 99  | 143 | -44  |
|  | 10.  | HRC Monza (B)        | 10 | 22 | 3  | 1 | 18 | 83  | 154 | -71  |
|  | 11.  | Amatori Vercelli (B) | 8  | 22 | 2  | 2 | 18 | 67  | 194 | -127 |
|  | 12.  | Cremona (B)          | 6  | 22 | 2  | 0 | 20 | 84  | 194 | -110 |

Legenda:
  Qualificato alle final eight.
  Qualificato agli spareggi nazionali.
Note:
Tre punti a vittoria, uno per il pareggio, zero a sconfitta.

### Girone B

#### Squadre partecipanti
| Club                    | Città                        | Impianto               | Stagione precedente                                                       |
| ----------------------- | ---------------------------- | ---------------------- | ------------------------------------------------------------------------- |
| Bassano (B)             | Bassano del Grappa (VI)      | PalaSind               | 3º in Serie B girone C, vince gli spareggi nazionali, 3º alle final eight |
| Breganze (B1)           | Breganze (VI)                | PalaFerrarin           | 9º in Serie B girone C                                                    |
| Breganze (B2)           | Breganze (VI)                | PalaFerrarin           | n.d.                                                                      |
| Fortitudo 2012 Trissino | Trissino (VI)                | PalaSinico             | 9º in Serie B girone C                                                    |
| Montebello              | Montebello (VI)              | Palazzetto dello sport | 13º in Serie B girone C                                                   |
| Montecchio P. (B)       | Montecchio Precalcino (VI)   | PalaVaccari            | n.d.                                                                      |
| Pordenone (B)           | Pordenone                    | Palazzetto M. Marrone  | n.d.                                                                      |
| Roller Bassano (B)      | Bassano del Grappa (VI)      | PalaSind               | 14º in Serie B girone C                                                   |
| Sandrigo (B)            | Sandrigo (VI)                | Palasport di Sandrigo  | 4º in Serie B girone C                                                    |
| Thiene (B)              | Thiene (VI)                  | PalaCeccato            | 12º in Serie B girone C                                                   |
| Trissino (B)            | Trissino (VI)                | PalaSinico             | 6º in Serie B girone C                                                    |
| Trissino 05             | Trissino (VI)                | PalaSinico             | 5º in Serie B girone C                                                    |
| Valdagno (B)            | Valdagno (VI)                | PalaLido               | 2º in Serie B girone C, 2º alle final eight                               |
| Villach                 | Villaco (Carinzia - Austria) | Ballspielhalle Lind    | 11º in Serie B girone C                                                   |

#### Classifica finale
|  | Pos. | Squadra                 | Pt | G  | V  | N | P  | GF  | GS  | DR  |
|  | ---- | ----------------------- | -- | -- | -- | - | -- | --- | --- | --- |
|  | 1.   | Sandrigo (B)            | 59 | 26 | 18 | 5 | 3  | 156 | 97  | +59 |
|  | 2.   | Roller Bassano (B)      | 55 | 26 | 17 | 4 | 5  | 178 | 112 | +66 |
|  | 3.   | Montebello              | 52 | 26 | 16 | 4 | 6  | 165 | 114 | +51 |
|  | 4.   | Fortitudo 2012 Trissino | 50 | 26 | 16 | 2 | 8  | 153 | 118 | +35 |
|  | 5.   | Breganze (B1)           | 48 | 26 | 15 | 3 | 8  | 135 | 122 | +13 |
|  | 6.   | Bassano (B)             | 40 | 26 | 12 | 4 | 10 | 180 | 167 | +13 |
|  | 7.   | Montecchio P. (B)       | 38 | 26 | 12 | 2 | 12 | 96  | 98  | -2  |
|  | 8.   | Trissino (B)            | 36 | 26 | 11 | 3 | 12 | 108 | 131 | -23 |
|  | 9.   | Valdagno (B)            | 31 | 26 | 9  | 4 | 13 | 114 | 137 | -23 |
|  | 10.  | Thiene (B)              | 29 | 26 | 8  | 5 | 13 | 102 | 110 | -8  |
|  | 11.  | Pordenone (B)           | 25 | 26 | 8  | 1 | 17 | 148 | 175 | -27 |
|  | 12.  | Trissino 05             | 21 | 26 | 6  | 3 | 17 | 110 | 137 | -27 |
|  | 13.  | Breganze (B2)           | 20 | 26 | 5  | 5 | 16 | 87  | 130 | -43 |
|  | 14.  | Villach                 | 18 | 26 | 5  | 3 | 18 | 114 | 198 | -84 |

Legenda:
  Qualificato alle final eight.
  Qualificato agli spareggi nazionali.
Note:
Tre punti a vittoria, uno per il pareggio, zero a sconfitta.
Il Sandrigo (B) e il Roller Bassano (B) non hanno partecipato alle Final Eight in quanto le prime squadre militavano nella Serie A2 2015-2016.

### Girone C

#### Squadre partecipanti
| Club                | Città                | Impianto              | Stagione precedente                                                     |
| ------------------- | -------------------- | --------------------- | ----------------------------------------------------------------------- |
| CGC Viareggio (B)   | Viareggio (LU)       | PalaBarsacchi         | 3º in Serie B girone D, vince i play-off girone D, vince le final eight |
| Follonica (B)       | Follonica (GR)       | Pista Armeni          | 4º in Serie B girone D, semifinali play-off girone D                    |
| Forte dei Marmi (B) | Forte dei Marmi (LU) | PalaForte             | 1º in Serie B girone D, 6º alle final eight                             |
| Grosseto            | Grosseto             | Pista di via Mercurio | n.d.                                                                    |
| Prato 1954 (B)      | Prato                | PalaRogai             | 5º in Serie B girone D, quarti di finale play-off girone D              |
| Sarzana (B)         | Sarzana (SP)         | Pista Vecchio Mercato | 7º in Serie B girone D, quarti di finale play-off girone D              |
| SCS 84 Follonica    | Follonica (GR)       | Pista Armeni          | 2º in Serie B girone D, finale play-off girone D                        |
| Siena               | Siena                | Palasport Costone     | 8º in Serie B girone D, quarti di finale play-off girone D              |
| SPV Viareggio (B)   | Viareggio (LU)       | PalaBarsacchi         | 6º in Serie B girone D, semifinali play-off girone D                    |

#### Classifica finale
|  | Pos. | Squadra             | Pt | G  | V  | N | P  | GF  | GS  | DR  |
|  | ---- | ------------------- | -- | -- | -- | - | -- | --- | --- | --- |
|  | 1.   | SCS 84 Follonica    | 44 | 16 | 14 | 2 | 0  | 134 | 67  | +67 |
|  | 2.   | Forte dei Marmi (B) | 41 | 16 | 13 | 2 | 1  | 125 | 60  | +65 |
|  | 3.   | Grosseto            | 29 | 16 | 9  | 2 | 5  | 125 | 76  | +49 |
|  | 4.   | Follonica (B)       | 26 | 16 | 8  | 2 | 6  | 94  | 80  | +16 |
|  | 5.   | Sarzana (B)         | 26 | 16 | 8  | 2 | 6  | 85  | 72  | +13 |
|  | 6.   | Prato 1954 (B)      | 15 | 16 | 4  | 3 | 9  | 66  | 83  | -17 |
|  | 7.   | Siena               | 11 | 16 | 3  | 2 | 11 | 61  | 126 | -65 |
|  | 8.   | SPV Viareggio (B)   | 9  | 16 | 3  | 0 | 13 | 68  | 131 | -63 |
|  | 9.   | CGC Viareggio (B)   | 7  | 16 | 2  | 1 | 13 | 57  | 120 | -63 |

Legenda:
  Qualificato alle final eight.
  Qualificato ai play-off girone D.
Note:
Tre punti a vittoria, uno per il pareggio, zero a sconfitta.

#### Play-off girone C
|  | Quarti di finale       | Quarti di finale       | Quarti di finale  |                   |                        | Semifinali             | Semifinali | Semifinali |  |  | Finale | Finale | Finale |  |
|  |                        |                        |                   |                   |                        |                        |            |            |  |  |        |        |        |  |
|  | 2) Forte dei Marmi (B) | 2) Forte dei Marmi (B) | 12                |                   |                        |                        |            |            |  |  |        |        |        |  |
|  | 2) Forte dei Marmi (B) | 2) Forte dei Marmi (B) | 12                |                   |                        |                        |            |            |  |  |        |        |        |  |
|  | 9) CGC Viareggio (B)   | 9) CGC Viareggio (B)   | 0                 |                   |                        |                        |            |            |  |  |        |        |        |  |
|  | 9) CGC Viareggio (B)   | 9) CGC Viareggio (B)   | 0                 |                   | 2) Forte dei Marmi (B) | 2) Forte dei Marmi (B) | 4          |            |  |  |        |        |        |  |
|  |                        |                        |                   |                   | 2) Forte dei Marmi (B) | 2) Forte dei Marmi (B) | 4          |            |  |  |        |        |        |  |
|  |                        |                        | 6) Prato 1954 (B) | 6) Prato 1954 (B) | 3                      |                        |            |            |  |  |        |        |        |  |
|  | 4) Sarzana (B)         | 4) Sarzana (B)         | 6) Prato 1954 (B) | 6) Prato 1954 (B) | 3                      | 1                      |            |            |  |  |        |        |        |  |
|  | 4) Sarzana (B)         | 4) Sarzana (B)         |                   |                   |                        |                        |            |            |  |  |        |        |        |  |
|  | 6) Prato 1954 (B)      | 6) Prato 1954 (B)      | 2                 |                   |                        |                        |            |            |  |  |        |        |        |  |
|  | 6) Prato 1954 (B)      | 6) Prato 1954 (B)      | 2                 |                   | 2) Forte dei Marmi (B) | 2) Forte dei Marmi (B) | 5          |            |  |  |        |        |        |  |
|  |                        |                        |                   |                   |                        |                        |            |            |  |  |        |        |        |  |
|  |                        |                        | 5) Follonica (B)  | 5) Follonica (B)  | 4                      |                        |            |            |  |  |        |        |        |  |
|  | 3) Grosseto            | 3) Grosseto            | 5) Follonica (B)  | 5) Follonica (B)  | 4                      | 14                     |            |            |  |  |        |        |        |  |
|  | 3) Grosseto            | 3) Grosseto            |                   |                   |                        |                        |            |            |  |  |        |        |        |  |
|  | 8) SPV Viareggio (B)   | 8) SPV Viareggio (B)   | 5                 |                   |                        |                        |            |            |  |  |        |        |        |  |
|  | 8) SPV Viareggio (B)   | 8) SPV Viareggio (B)   | 5                 |                   | 3) Grosseto            | 3) Grosseto            | 6          |            |  |  |        |        |        |  |
|  |                        |                        |                   |                   | 3) Grosseto            | 3) Grosseto            | 6          |            |  |  |        |        |        |  |
|  |                        |                        | 5) Follonica (B)  | 5) Follonica (B)  | 8                      |                        |            |            |  |  |        |        |        |  |
|  | 5) Follonica (B)       | 5) Follonica (B)       | 5) Follonica (B)  | 5) Follonica (B)  | 8                      | 7                      |            |            |  |  |        |        |        |  |
|  | 5) Follonica (B)       | 5) Follonica (B)       |                   |                   |                        |                        |            |            |  |  |        |        |        |  |
|  | 7) Siena               | 7) Siena               | 1                 |                   |                        |                        |            |            |  |  |        |        |        |  |

### Girone D

#### Squadre partecipanti
| Club               | Città           | Impianto       | Stagione precedente                         |
| ------------------ | --------------- | -------------- | ------------------------------------------- |
| AFP Giovinazzo (B) | Giovinazzo (BA) | PalaPansini    | 4º in Serie B girone E                      |
| Matera (B)         | Matera          | PalaSassi      | 3º in Serie B girone E                      |
| Molfetta 2012      | Molfetta (BA)   | PalaFiorentini | 1º in Serie B girone E, 4º alle final eight |
| Roller Salerno     | Salerno         | PalaTulimieri  | 2º in Serie B girone E                      |

#### Classifica finale
|  | Pos. | Squadra            | Pt | G  | V  | N | P  | GF | GS  | DR   |
|  | ---- | ------------------ | -- | -- | -- | - | -- | -- | --- | ---- |
|  | 1.   | Molfetta 2012      | 31 | 12 | 10 | 1 | 1  | 96 | 45  | +51  |
|  | 2.   | Roller Salerno     | 27 | 12 | 9  | 0 | 3  | 96 | 34  | +62  |
|  | 3.   | AFP Giovinazzo (B) | 13 | 12 | 4  | 1 | 7  | 78 | 82  | -4   |
|  | 4.   | Matera (B)         | 0  | 12 | 0  | 0 | 12 | 20 | 129 | -120 |

Legenda:
  Qualificato alle final eight.
Note:
Tre punti a vittoria, uno per il pareggio, zero a sconfitta.

## Final Eight
Le Final Eight della serie B 2015-2016 si sono disputate presso il PalaPoli a Molfetta dal 13 al 15 maggio 2016.

### Girone A
|           | Incontri                     |       |
| --------- | ---------------------------- | ----- |
| 13-5-2016 | Roller Lodi - Fortitudo 2012 | 7 - 3 |
| 13-5-2016 | Molfetta - SCS 84 Follonica  | 9 - 6 |
| 14-5-2006 | Fortitudo 2012 - Molfetta    | 2 - 3 |

|           | Incontri                          |       |
| --------- | --------------------------------- | ----- |
| 14-5-2006 | SCS 84 Follonica - Roller Lodi    | 5 - 6 |
| 14-5-2006 | Fortitudo 2012 - SCS 84 Follonica | 4 - 5 |
| 14-5-2006 | Molfetta - Roller Lodi            | 8 - 7 |

|  | Pos. | Squadra                 | Pt | G | V | N | P | GF | GS | DR  |
|  | ---- | ----------------------- | -- | - | - | - | - | -- | -- | --- |
|  | 1.   | Molfetta 2012           | 9  | 3 | 3 | 0 | 0 | 20 | 15 | +15 |
|  | 2.   | Roller Lodi             | 6  | 3 | 2 | 0 | 1 | 20 | 16 | +4  |
|  | 3.   | SCS 84 Follonica        | 3  | 3 | 1 | 0 | 2 | 16 | 19 | -3  |
|  | 4.   | Fortitudo 2012 Trissino | 0  | 3 | 0 | 0 | 3 | 9  | 15 | -6  |

Note:
Tre punti a vittoria, uno per il pareggio, zero a sconfitta.

### Girone B
|           | Incontri                         |        |
| --------- | -------------------------------- | ------ |
| 13-5-2016 | Forte dei Marmi - Azzurra Novara | 3 - 2  |
| 13-5-2016 | Montebello - La Mela             | 5 - 4  |
| 14-5-2006 | Azzurra Novara - Montebello      | 10 - 4 |

|           | Incontri                     |       |
| --------- | ---------------------------- | ----- |
| 14-5-2006 | La Mela - Forte dei Marmi    | 6 - 5 |
| 14-5-2006 | Azzurra Novara - La Mela     | 0 - 2 |
| 14-5-2006 | Forte dei Marmi - Montebello | 5 - 4 |

|  | Pos. | Squadra             | Pt | G | V | N | P | GF | GS | DR |
|  | ---- | ------------------- | -- | - | - | - | - | -- | -- | -- |
|  | 1.   | La Mela             | 6  | 3 | 2 | 0 | 1 | 12 | 10 | +2 |
|  | 2.   | Forte dei Marmi (B) | 6  | 3 | 2 | 0 | 1 | 13 | 12 | +1 |
|  | 3.   | Azzurra Novara      | 3  | 3 | 1 | 0 | 2 | 12 | 9  | +3 |
|  | 4.   | Montebello          | 3  | 3 | 1 | 0 | 2 | 13 | 19 | -6 |

Note:
Tre punti a vittoria, uno per il pareggio, zero a sconfitta.

### Finale 7º - 8º posto
| Molfetta 15 maggio 2016 | Fortitudo 2012 Trissino | 4 – 7 | Montebello | PalaPoli |

### Finale 5º - 6º posto
| Molfetta 15 maggio 2016 | SCS 84 Follonica | 6 – 5 | Azzurra Novara | PalaPoli |

### Finale 3º - 4º posto
| Molfetta 15 maggio 2016 | Roller Lodi | 2 – 6 | Forte dei Marmi (B) | PalaPoli |

### Finale 1º - 2º posto
| Molfetta 15 maggio 2016 | Molfetta 2012 | 3 – 1 | La Mela | PalaPoli |

### Classifica finale
| Pos | Squadra                 |
| --- | ----------------------- |
| 1ª  | Molfetta 2012           |
| 2ª  | La Mela                 |
| 3ª  | Forte dei Marmi (B)     |
| 4ª  | Roller Lodi             |
| 5ª  | SCS 84 Follonica        |
| 6ª  | Azzurra Novara          |
| 7ª  | Montebello              |
| 8ª  | Fortitudo 2012 Trissino |

## Verdetti
| Verdetto             | Club                  |
| -------------------- | --------------------- |
| Promosse in Serie A2 | Molfetta 2012 La Mela |